# Gare de Jemeppe-sur-Meuse
La gare de Jemeppe-sur-Meuse est une gare ferroviaire de la ligne 125, de Liège à Namur, située à Jemeppe-sur-Meuse section  de la commune de Seraing, en Région wallonne, dans la province de Liège.
C'est une halte voyageurs de la Société nationale des chemins de fer belges (SNCB) desservie par des trains omnibus (L) et d'heure de pointe (P).

## Situation ferroviaire
Établie à 71 m d'altitude, la gare de Jemeppe-sur-Meuse est située au point kilométrique (PK) 7,3 de la ligne 125, de Liège à Namur, entre les gares ouvertes de Pont-de-Seraing et de Flémalle-Grande.

## Histoire
La station de Jemeppe-sur-Meuse est mentionnée dès 1855. Elle est dotée d'un bâtiment voyageurs du plan type standard pour les stations du Nord - Belge.
En 1970, afin de supprimer de nombreux passages à niveau, l'ancien tracé de la ligne 125 entre Pont-de-Seraing et Flémalle-Grande est désaffecté au profit d'une section établie à flanc de coteau, en grande partie sur les restes de la ligne 32, venant d'Ans. L'ancienne gare de Jemeppe-sur-Meuse disparaît ; son emplacement est réutilisé pour la construction d'un supermarché Colruyt. La nouvelle gare, implantée à quelques mètres du pont disparu de la ligne 32, est une halte sans personnel.

## Service des voyageurs

### Accueil
Halte SNCB, c'est un point d'arrêt non géré (PANG) à accès libre.

### Dessertes
Jemeppe-sur-Meuse est desservie par des trains Omnibus (L) et d'heure de pointe (P) de la SNCB qui effectuent des missions entre Liège-Guillemins et Namur (certains trains étant limités à Huy). 
- en semaine, la desserte comprend un train L par heure dans chaque sens ;
- le week-end et les jours fériés ne circule qu'un train L toutes les deux heures.

Il existe également quelques trains supplémentaires (P) en semaine aux heures de pointe :
- un train P, le matin, reliant Statte à Liège-Guillemins ;
- deux autres (un le matin et un l'après-midi) reliant Liège-Guillemins à Huy ;
- un train P, l'après-midi, relie Huy à Liège-Guillemins.

### Intermodalité
Le stationnement des véhicules est difficile à proximité.

## Comptage voyageurs
Le graphique et le tableau montrent le nombre de passagers qui en moyenne embarquent durant la semaine, le samedi et le dimanche.
| Nombre de voyageurs qui embarquent à la gare de Jemepper-sur-Meuse | Nombre de voyageurs qui embarquent à la gare de Jemepper-sur-Meuse | Nombre de voyageurs qui embarquent à la gare de Jemepper-sur-Meuse | Nombre de voyageurs qui embarquent à la gare de Jemepper-sur-Meuse |
|                                                                    | Semaine                                                            | Samedi                                                             | Dimanche                                                           |
| ------------------------------------------------------------------ | ------------------------------------------------------------------ | ------------------------------------------------------------------ | ------------------------------------------------------------------ |
| 1977                                                               | 142                                                                | 53                                                                 | 34                                                                 |
| 1978                                                               | 173                                                                | 51                                                                 | 27                                                                 |
| 1979                                                               | 162                                                                | 42                                                                 | 38                                                                 |
| 1980                                                               | 176                                                                | 36                                                                 | 22                                                                 |
| 1981                                                               | 189                                                                | 39                                                                 | 26                                                                 |
| 1982                                                               | 154                                                                | 39                                                                 | 27                                                                 |
| 1983                                                               | 199                                                                | 34                                                                 | 33                                                                 |
| 1984                                                               | 151                                                                | 33                                                                 | 27                                                                 |
| 1985                                                               | 155                                                                | 22                                                                 | 32                                                                 |
| 1986                                                               | 188                                                                | 29                                                                 | 32                                                                 |
| 1987                                                               | 188                                                                | 20                                                                 | 24                                                                 |
| 1988                                                               | 164                                                                | 42                                                                 | 21                                                                 |
| 1989                                                               | 158                                                                | 43                                                                 | 32                                                                 |
| 1990                                                               | 144                                                                | 21                                                                 | 15                                                                 |
| 1991                                                               | 159                                                                | 30                                                                 | 26                                                                 |
| 1992                                                               | 141                                                                | 25                                                                 | 26                                                                 |
| 1993                                                               | 145                                                                | 25                                                                 | 15                                                                 |
| 1994                                                               | 123                                                                | 15                                                                 | 11                                                                 |
| 1995                                                               | 89                                                                 | 18                                                                 | 15                                                                 |
| 1996                                                               | 128                                                                | 14                                                                 | 26                                                                 |
| 1997                                                               | 109                                                                | 16                                                                 | 15                                                                 |
| 1998                                                               | 146                                                                | 28                                                                 | 21                                                                 |
| 1999                                                               | 87                                                                 | 14                                                                 | 12                                                                 |
| 2000                                                               | 214                                                                | 74                                                                 | 40                                                                 |
| 2001                                                               | 88                                                                 | 24                                                                 | 20                                                                 |
| 2002                                                               | 104                                                                | 12                                                                 | 10                                                                 |
| 2003                                                               | 84                                                                 | 18                                                                 | 18                                                                 |
| 2004                                                               | 69                                                                 | 10                                                                 | 8                                                                  |
| 2005                                                               | 98                                                                 | 30                                                                 | 14                                                                 |
| 2006                                                               | 101                                                                | 18                                                                 | 11                                                                 |
| 2007                                                               | 102                                                                | 15                                                                 | 16                                                                 |
| 2008                                                               | -                                                                  | -                                                                  | -                                                                  |
| 2009                                                               | 107                                                                | 21                                                                 | 18                                                                 |
| 2010                                                               | -                                                                  | -                                                                  | -                                                                  |
| 2011                                                               | -                                                                  | -                                                                  | -                                                                  |
| 2012                                                               | 138                                                                | 36                                                                 | 44                                                                 |
| 2013                                                               | 133                                                                | 29                                                                 | 30                                                                 |
| 2014                                                               | 127                                                                | 35                                                                 | 32                                                                 |
| 2015                                                               | 89                                                                 | 30                                                                 | 16                                                                 |
| 2016                                                               | 116                                                                | 40                                                                 | 25                                                                 |
| 2017                                                               | 101                                                                | 21                                                                 | 18                                                                 |
| 2018                                                               | 127                                                                | 30                                                                 | 32                                                                 |
| 2019                                                               | 132                                                                | 27                                                                 | 22                                                                 |
| 2020                                                               | 87                                                                 | 35                                                                 | 16                                                                 |
| 2021                                                               | -                                                                  | -                                                                  | -                                                                  |
| 2022                                                               | 213                                                                | 38                                                                 | 32                                                                 |
| 2023                                                               | 211                                                                | 59                                                                 | 53                                                                 |
| 2024                                                               | 196                                                                | 60                                                                 | 55                                                                 |